# Wien Museum
Il Wien Museum (in italiano Museo di Vienna) è un'istituzione scientifica di diritto pubblico con personalità giuridica che riunisce diversi musei della città austriaca di Vienna.
L'edificio principale nella Karlsplatz, inaugurato il 23 aprile 1959, è stato il primo nuovo museo austriaco costruito dopo la seconda guerra mondiale, su progetto di Oswald Haerdtl. Nel 2019 l'edificio è stato chiuso per una ristrutturazione generale e un consistente ampliamento. La nuova struttura, progettata dal team di architetti Winkler, Ruck e Certov, ha riaperto il 6 dicembre 2023.
L'esposizione permanente del Wien Museum sulla Karlsplatz è visitabile gratuitamente sin dalla riapertura. Dal febbraio 2024 le mostre speciali del Wien Museum si svolgono al nuovo piano superiore. La collezione d'arte permanente e la collezione storica sulla storia di Vienna presentano reperti che vanno dal Neolitico ai giorni nostri. Il numero di oggetti supera il milione. La collezione d'arte comprende opere di Gustav Klimt, Egon Schiele e Ferdinand Georg Waldmüller.
Oltre all'edificio principale sulla Karlsplatz e alla Hermesvilla, fanno capo al Museo di Vienna anche altri sedi di interesse culturale, come musei specialistici, residenze di musicisti e siti archeologici

## Storia

### Collezioni comunali

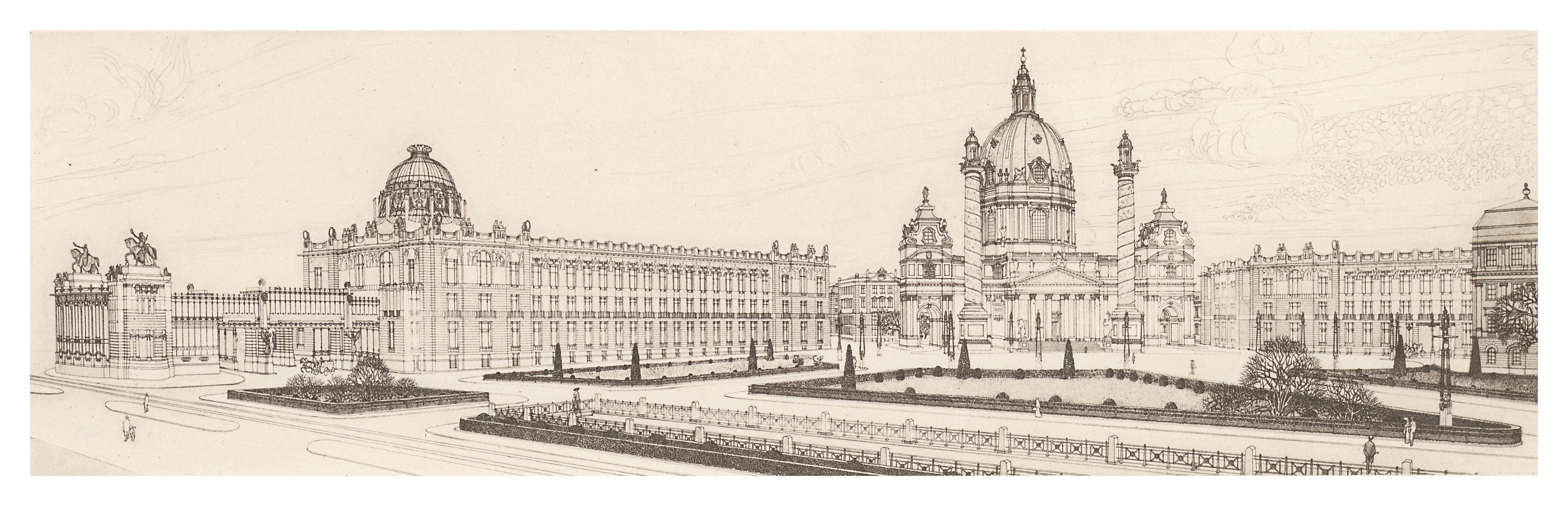
Studio di Otto Wagner per la risistemazione di Karlsplatz. A sinistra, il Kaiser Franz Joseph Stadtmuseum (1900 circa)

Fondati nel 1887, sia il Museo storico della città di Vienna (Historische Museum der Stadt Wien) che il Museo comunale delle armi (Städtische Waffenmuseum) risultano entrambi censiti con questi nomi nell'Allgemeiner Wohnung-Anzeiger di Lehmann a partire dal 1882.
Fino al 2002, gli altri musei cittadini facevano capo direttamente all'amministrazione comunale di Vienna, che dal 1883 aveva stabilito la sua sede nel Nuovo Municipio (Neue Rathaus). Il primo piano dell'edificio, quello di rappresentanza, ospitava originariamente le sale espositive per le collezioni comunali (l'archivio, la biblioteca e il museo). L'archivio venne separato dal resto delle collezioni nel 1889, così come la biblioteca nel 1939.
Dal 1939, le collezioni comunali divennero un dipartimento dell'amministrazione comunale del Reichsgau di Vienna. Oltre al Museo Storico e alla Collezione delle Armi nel Nuovo Municipio, nel 4º distretto, in Rainergasse 18, era attivo un Museo Romano e nella piazza principale di Klosterneuburg (all'epoca 26º distretto) era ospitato il Museo Comunale del Vino. Presso l'ex residenza del pittore Rudolf von Alt, in Skodagasse 11 (8º distretto), si trovava un monumento commemorativo dell'artista. All'epoca facevano parte delle collezioni comunali anche i musei di storia locale di Meidling, Ottakring, Hernals, Floridsdorf e Mödling (24º distretto fino al 1954) nonché il museo locale di Klosterneuburg.

### Musei della città di Vienna
Dopo il 1945, i musei cittadini erano noti come MA10 (Magistratsabteilung 10, "Dipartimento municipale 10") e dipendevano dal Dipartimento Cultura, guidato da un consigliere comunale. Robert Waissenberger è stato responsabile del museo dal 1974 fino alla sua morte (28 marzo 1987); gli è succeduto, fino a fine marzo 2003, l'ex collega Günter Düriegl.

### La separazione dall'amministrazione comunale
Con le leggi sui musei federali del 1998 prima e del 2002 poi, il governo austriaco ha concesso ai musei federali la possibilità di separarsi dall'amministrazione pubblica e di costituirsi in entità giuridiche di diritto pubblico indipendenti, denominate "istituzioni scientifiche". L'obiettivo era facilitare una gestione delle risorse museali più vicina al settore privato. Già nel 1999 furono costituiti i primi musei statali con questa nuova forma giuridica.
Lo stato federato di Vienna adottò questo modello nel 2001 con una legge apposita. In seguito a ciò, nel 2002 il MA10 assunse la forma giuridica di istituzione scientifica autonoma con la denominazione "Musei della città di Vienna". In conformità con la legge, le collezioni preesistenti furono concesse in prestito alla nuova entità, che quindi non ne è formalmente proprietaria. Da statuto, il direttore generale (amministratore delegato) viene nominato dal governo provinciale su indicazione  dell'Assessore comunale alla Cultura di Vienna. Il primo direttore è stato Wolfgang Kos, entrato in carica nel 2003 contestualmente alla nuova denominazione ufficiale Wien Museum, a cui nel 2015 è succeduto Matti Bunzl, attuale direttore.

### Direttori
- 1949–1968: Franz Glück
- 1968–1974: Alfred May
- 1974–1987: Robert Waissenberger
- 1987–2003: Günter Düriegl
- 2003–2015: Wolfgang Kos[6]
- dal 1º ottobre 2015: Matti Bunzl

## Wien Museum Karlsplatz, già Museo storico

### Descrizione

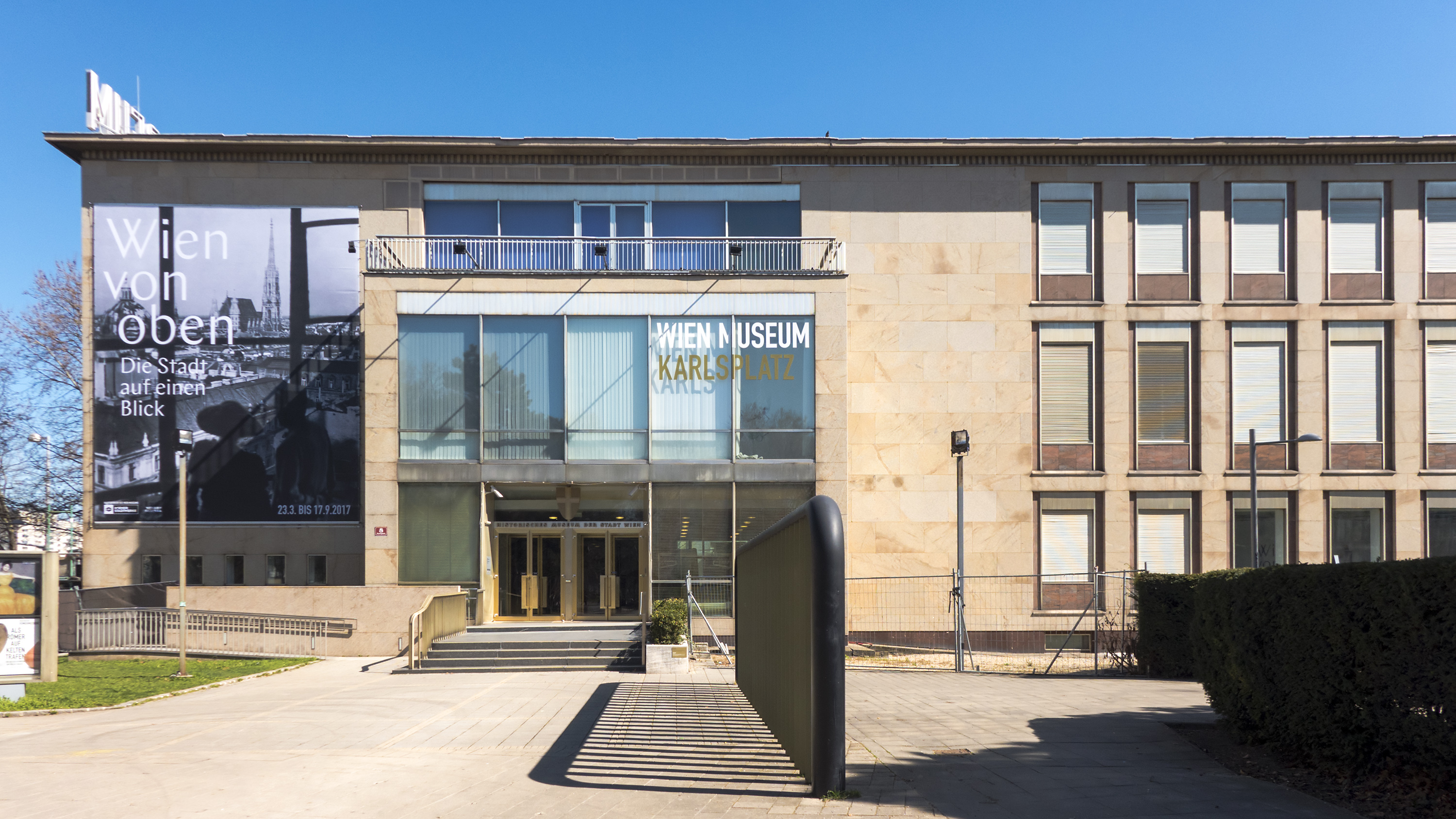
Il Wien Museum Karlsplatz come si presentava fino al 2021

Il Museo storico della città di Vienna è stato fondato nel 1887 e fino al 1959 era ospitato nel municipio cittadino. I primi progetti per un museo cittadino nella Karlsplatz risalgono all'inizio del XX secolo, tra cui uno concepito da Otto Wagner. Anche a causa delle due guerre mondiali, il nuovo edificio non venne realizzato fino a quando, nel 1953, in occasione dell'ottantesimo compleanno del presidente federale Theodor Körner,  già sindaco di Vienna, il consiglio comunale deliberò di costruire il museo in suo onore. 
Fu indetto un concorso aperto, al quale furono anche invitati a partecipare nominativamente tredici architetti, tra cui Clemens Holzmeister, Erich Boltenstern e Karl Schwanze. I progetti furono giudicati da una giuria composta dal presidente Franz Schuster, dagli architetti Max Fellerer e Roland Rainer, dal direttore dell'Urbanistica di Vienna, dal direttore delle Collezioni Comunali Franz Glück, dal capo del Dipartimento per il Regolamento Comunale e dal capo del Dipartimento di Architettura. Gli ottanta partecipanti presentarono 96 progetti e la giuria concesse l'incarico a Oscar Haerdtl, classificatosi al quarto posto, che realizzò l'edificio secondo lo stile sobrio tipico del periodo. Haerdlt progettò anche gli interni, compreso l'arredamento dell'ufficio del direttore. La posa della prima pietra avvenne il 2 ottobre 1954 e il nuovo museo sulla Karslplatz fu inaugurato ufficialmente il 23 aprile 1959, come prima, e per alcuni decenni anche unica, nuova costruzione museale della Seconda repubblica austriaca.
Il cortile interno del museo è stato coperto nel 2000. Nel 2003, quando i musei della città di Vienna sono stati riuniti sotto la direzione di Wolfgang Kos nel nuovo contesto del Wien Museum, il museo è stato rinominato "Wien Museum Karlsplatz". All'inizio del 2006, l'atrio è stato ristrutturato e sono stati messi a disposizione nuovi spazi espositivi nell'area di un ex deposito.
L'esposizione permanente è una miscela di collezione storica e artistica, che mostra ai visitatori uno spaccato dello sviluppo di Vienna, dalle sue origini neolitiche passando per l'accampamento legionario romano di Vindobona e arrivando fino al XX secolo. Oltre all'esposizione permanente, vengono organizzate regolarmente mostre speciali. Sotto la direzione di Robert Waissenberger, il museo ha organizzato nel 1985 l'esposizione sullo Jugendstil Sogno e realtà nella Künstlerhaus di fronte a Karlsplatz, una delle mostre di maggior successo mai realizzate a Vienna con oltre 600000 visitatori.

### La ristrutturazione e l'ampliamento
Poiché il museo mostrava un'evidente problema di carenza di spazio, fu posta la questione di come realizzarne un ampliamento. Fu effettuato un sondaggio tra gli esperti, in cui si poneva l'alternativa tra un ampliamento strutturale dell'edificio di Karslplatz e la realizzazione di una seconda sede staccata, nel contesto della Stazione centrale di Vienna e oltre i due terzi si espressero a favore della prima ipotesi.
Nel 2015 venne bandito un concorso internazionale per "il più importante progetto di costruzione di un museo a Vienna da molti decenni a questa parte". Furono presentati 274 progetti da 26 paesi diversi e alla fine risultarono vincitori gli architetti dello studio austriaco Winkler+Ruck e Ferdinand Certov. Il progetto prevedeva un ampliamento in altezza, realizzato aggiungendo una sezione frontale all'edificio già esistente, con un'ampia balconata prospiciente Karlsplatz, su cui si sviluppavano due piani, di cui quello inferiore destinato ad ospitare eventi e quello superiore come spazio espositivo speciale. Anche l'atrio di ingresso sarebbe stato ampliato posizionando una struttura vetricale in vetro di fronte all'ingresso esistente.
I lavori preliminari per la ristrutturazione del Wien Museum di Karlsplatz sono iniziati nel maggio 2017, con l'analisi della capacità portante del pavimento, delle fondamenta e dei muri.  Il costo totale preventivato per la ristrutturazione ammontava a 108 milioni di euro. Nella primavera del 2018, l'amministrazione comunale ha deciso di coprire i costi di costruzione finanziandoli direttamente dal bilancio comunale. La sera del 3 febbraio 2019 il Wien Museum è stato chiuso per l'inizio effettivo dei lavori di ristrutturazione e sono state pianificate soluzioni provvisorie per il proseguimento delle attività, come ad esempio mostre itineranti per le scuole elementari. Poco dopo l'avvio dei lavori, sono venute alla luce le fondamenta di uno dei primi centri commerciali di Vienna.
La riapertura, inizialmente prevista per il 2020, è avvenuta il 6 dicembre 2023, dopo tre anni di lavori. Durante il periodo di chiusura, le mostre speciali sono state allestite nel Wien Museum MUSA accanto al Municipio.. La ristrutturazione ha quasi raddoppiato lo spazio espositivo, portandolo da 6900 a 12000 m². L'edificio è stato inoltre ampliato anche nel sottosuolo con un nuovo spazio di 1200 m² sotto il piazzale, per la collezione di grafica e fotografia.
Dopo la riapertura, l'ingresso al Museo è diventato gratuito.

## Wien Museum Hermesvilla
Dal 1971 è attivo uno spazio espositivo presso la Hermesvilla, un palazzo nel Lainzer Tiergarten, nella zona occidentale di Vienna, che l'imperatore Francesco Giuseppe fece costruire per la moglie Elisabetta tra il 1882 e il 1886. L'edificio è stato recuperato negli anni Settanta dall'Associazione degli Amici di Hermesvilla, sotto l'ex sindaco Bruno Marek, e successivamente acquisito dalla Città di Vienna. L'esposizione permanente è dedicata alla storia dell'edificio e della coppia imperiale, che vi soggiornò per alcuni giorni all'anno fino alla morte di Elisabetta. Inoltre, il palazzo ospita mostre speciali che spaziano su un'ampia gamma di argomenti culturali e storici.

## Altre sedi museali

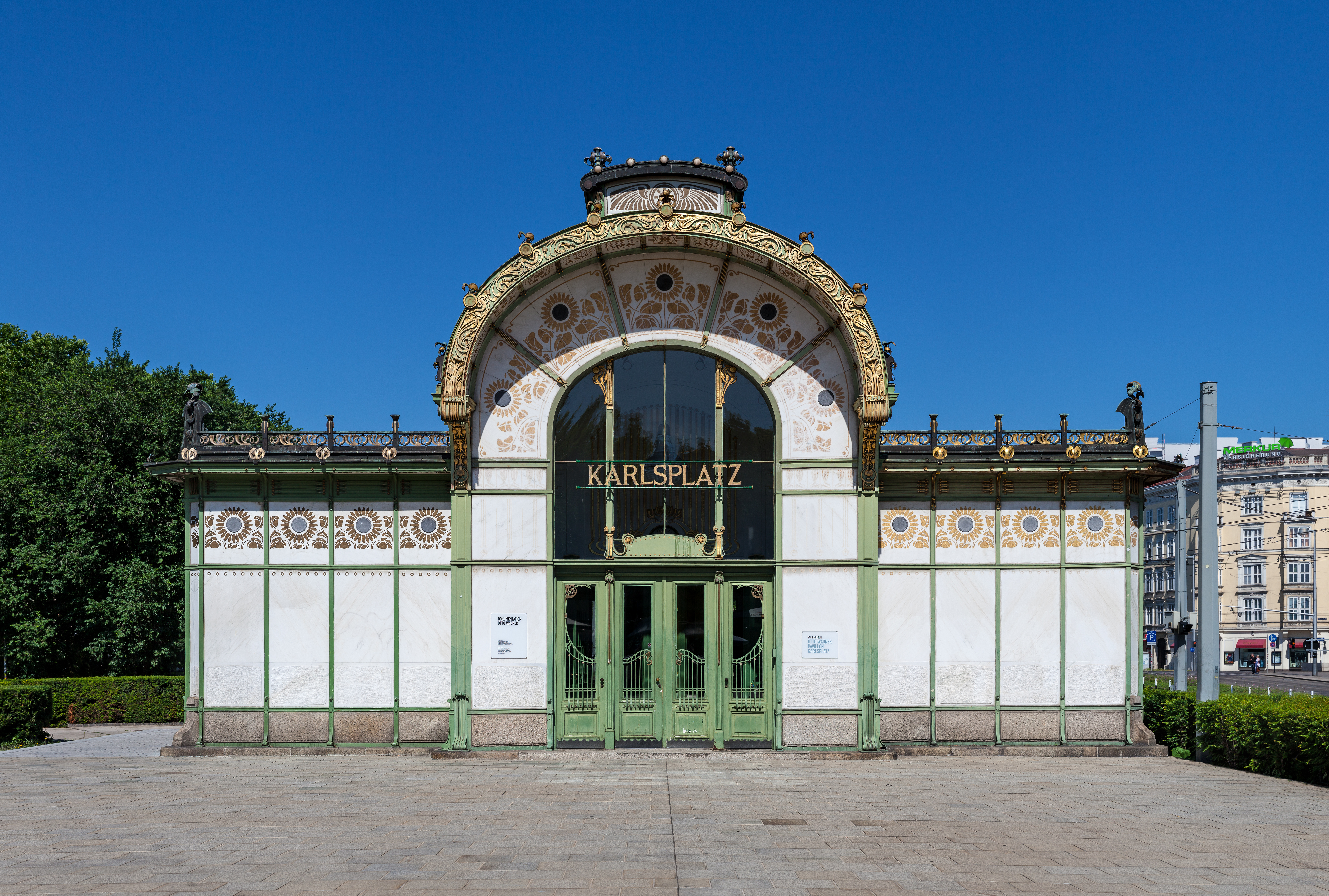
Padiglione di Otto Wagner sulla Karlsplatz

### Padiglioni di Otto Wagner sulla Karlsplatz
Dal 2005 l'edificio di Otto Wagner usato in precedenza per la Stadtbahn ospita un'esposizione permanente sulla vita e l'opera dell'architetto. 
Il padiglione Jugendstil, che è fronteggiato a oriente da un edificio gemello, fu realizzato nel 1898 da Otto Wagner come stazione. Negli anni sessanta, con la riorganizzazione del sistema ferroviario urbano, si riuscì ad evitarne la demolizione. I due padiglioni furono smantellati, restaurati e riedificati a fini di arredo urbano nel contesto della riqualificazione di Karlsplatz e riaperti al pubblico nel 1977. Il padiglione occidentale con l'esposizione permanente fa capo al Wien Museum e ospita anche uno degli ingressi alla fermata Karslplatz della metropolitana di Vienna, mentre il padiglione orientale gemello è utilizzato come caffetteria.

### Padiglione di corte di Hietzing
Il padiglione di corte di Hietzing (Hofpavillon Hietzing) fu realizzato nel 1899 su progetto sempre di Otto Wagner ed era stato concepito per l'uso come sala di attesa e stazione riservata per l'imperatore e la sua corte quando usufruivano della Stadtbahn. Questo padiglione, collegato alla stazione metropolitana entrata in servizio nel 1898, non rientrava nei piani originali e fu edificato su iniziativa personale di Otto Wagner. L'imperatore però utilizzo l'edificio solo due volte. Il padiglione è ora adibito a esposizione permanente; è possibile visitare la sala di attesa imperiale, la stanza di lavoro dell'imperatore ed altre sale del complesso.

### Museo del Prater

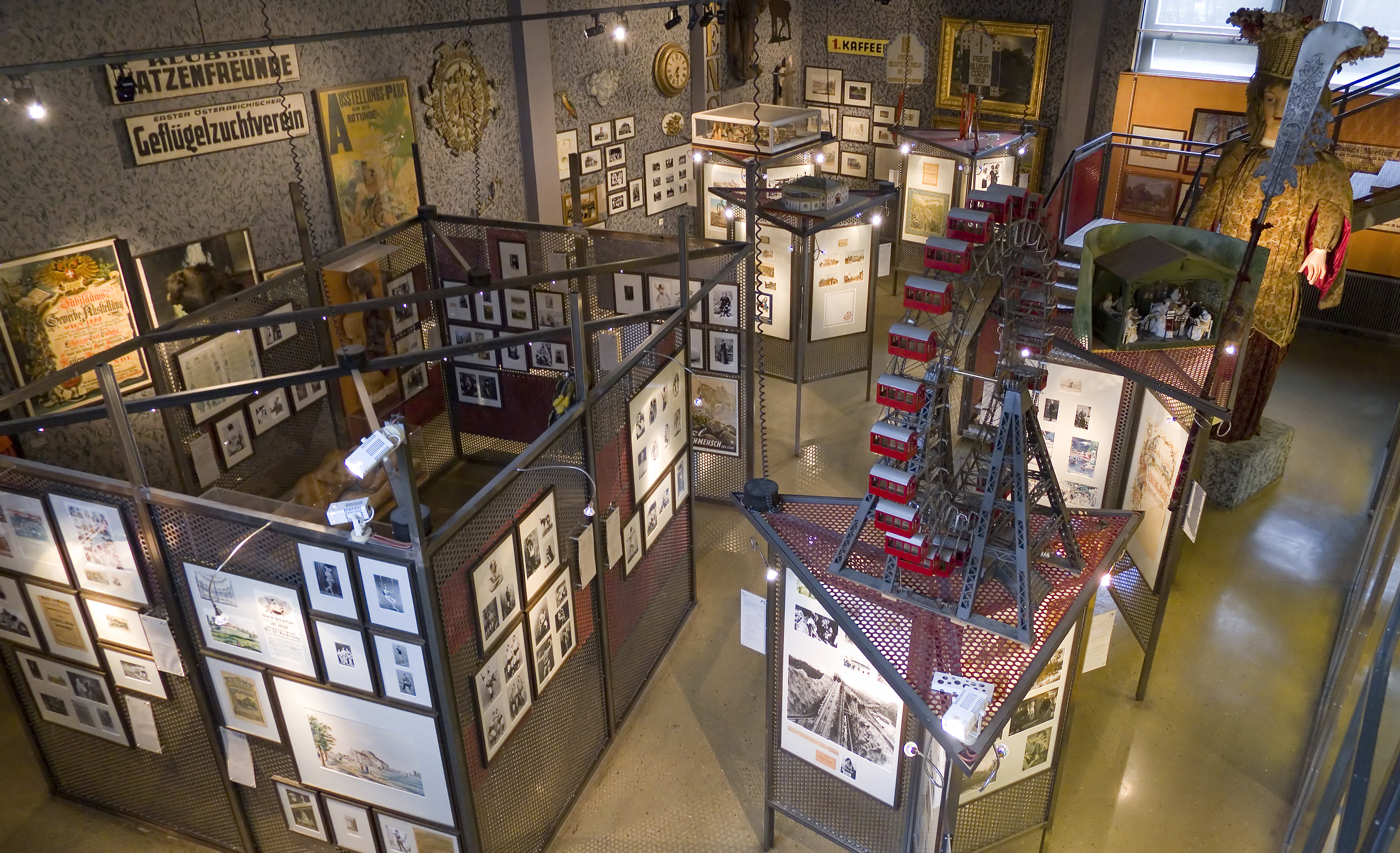
Il museo del Prater

Il Museo del Prater si trova nel parco omonimo, nello stesso edificio che ospita il planetario, tra la ruota panoramica e il viale principale. Il museo ospita una collezione storica di oggetti utilizzati nel vicino Wurstelprater, il principale parco di divertimenti di Vienna, tra i quali vi sono un'antica macchina per la cartomanzia, parti di treni fantasma e spettacoli di curiosità. Lo storico viennese Hans Pemmer fondò il museo nel suo appartamento nel 1933 e donò la collezione alla città di Vienna nel 1964, anno di apertura del planetario. Il museo ospita anche reperti del Wien Museum, della Collezione Adanos e della collezione Laterna magica di Ernst Hrabalek.

### Museo degli orologi
Il museo degli orologi si trova nel palazzo Obizzi, nel centro di Vienna, ed è considerato uno dei più importanti musei europei di questo tipo. Il museo venne fondato nel 1917, partendo dalle collezioni di orologi del suo primo e storico direttore Rudolf Kaftan e della poetessa Marie von Ebner-Eschenbach. Durante la Seconda guerra mondiale, la "Casa dei diecimila orologi", come era anche conosciuta, fu chiusa e si cercò di trasferire i preziosi orologi in vari castelli della Bassa Austria per metterli in salvo, cosa che però riuscì solo in parte. Dopo la fine della guerra, sono iniziati i lavori di ricostruzione del museo e, grazie alle sovvenzioni della città di Vienna e alle donazioni private, la collezione si è arricchita di numerosi pezzi rari.

### Biblioteca pubblica della collezione di moda
Il Palazzo Hetzendorf a Meidling ospita la collezione di moda del Wien Museum (non aperta al pubblico) e la Scuola di Moda di Vienna. La biblioteca adiacente è invece aperta al pubblico; comprende più di 12000 volumi e numerose riviste, foto e circa 3000 incisioni su rame sul tema della moda. 

### Wien Museum MUSA
Il Wien Museum MUSA è dedicato all'arte contemporanea. Contiene una esposizione permanente di circa 20000 oggetti realizzati da 3500 artisti contemporanei, uno spazio espositivo di 600 m² per mostre temporanee e uno spazio espositivo riservato ai giovani artisti(la Startgalerie). Il museo consente inoltre ai privati di prendere in prestito a pagamento alcune opere d'arte appartenenti a uno stock di circa 1500 tra disegni, acquerelli, opere in tecnica mista e stampe.

## Case dei musicisti
Le case di abitazione, nascita e di morte di noti compositori sono in linea di massima conservate in gran parte nelle loro condizioni originali e hanno lo scopo di dare ai visitatori un'immagine della vita quotidiana degli artisti. Le esposizioni comprendono sia spartiti originali che oggetti di uso quotidiano. 

### Casa di Mozart
La casa di Mozart si trova nella Domgasse, nei pressi della Cattedrale di Santo Stefano. È l'unica delle abitazioni di Mozart che è arrivata ai giorni nostri, ma l'arredamento originale è andato perduto. Mozart abitò in questa casa tra il 1784 e il 1787, periodo durante il quale compose Le nozze di Figaro e per questo motivo l'abitazione è detta anche "Casa di Figaro". L'appartamento è ufficialmente denominato Mozarthaus Vienna e ospita aree espositive dislocate su più piani. Tra gli oggetti esposti, vi è il tavolo che secondo la tradizione sarebbe quello su cui Mozart avrebbe composto Il flauto magico.

### Casa di Beethoven ad Heiligenstadt
Ludwig van Beethoven trascorse l'estate del 1802 in una casa di Heiligenstadt (l'attuale 19º distretto). In questo sobborgo di Vienna, all'epoca, c'era uno stabilimento termale e balneare, dove Beethoven cercò di curare o quantomeno mitigare la sua progressiva sordità. Durante questo soggiorno scrisse, tra le altre opere, la Seconda sinfonia. Qui redasse anche, in un momento di scoramento per le condizioni del suo udito, il cosiddetto "Testamento di Heiligenstadt". Secondo la tradizione orale, l'abitazione si trovava nell'attuale Probusgasse 6; tuttavia questa attribuzione è oggetto di controversie, dato che all'epoca non vi erano registrazioni anagrafiche per l'allora periferia di Vienna e le lettere di Beethoven non fanno alcun riferimento a tale indirizzo.

### Casa di Beethoven presso la famiglia Pasqualati
Tra il 1804 e il 1808 e successivamente tra il 1810 e il 1814, Beethoven abitò nella casa del suo mecenate Johann Baptist Freiherr von Pasqualati sulla Mölker Bastei, la Pasqualatihaus, nel centro di Vienna. Qui compose alcune delle sue opere principali, tra cui la quinta e la sesta sinfonia, la sonata Per Elisa, il Trio Arciduca e la sua unica opera lirica, il Fidelio. L'appartamento di Beethoven nell'ala settentrionale del quarto piano della Pasqualatihaus attualmente è affittato, per cui il luogo indicato come residenza di Beethoven è in realtà l'appartamento adiacente.

### Casa di Haydn
Nel 1793, Franz Joseph Haydn acquistò una casa nell'attuale Haydngasse 19, in Mariahilf (6º distretto), dove visse fino alla sua morte, nel 1809. All'epoca, la casa si trovava nel piccolo quartiere di Obere Windmühle, che faceva parte del sobborgo di Windmühle, quasi completamente circondato dal sobborgo di Gumpendorf, molto più grande; l'indirizzo all'epoca era Kleine Steingasse 71 (che divenne 73 a partire dal 1795). In questa casa Haydn compose, tra le altre opere, gli oratori La Creazione e Le stagioni. La via in cui si trova l'abitazione fu rinominata Haydngasse nel 1862, in onore del compositore. L'abitazione del musicista è diventata un museo nel 1899, passando sotto la gestione municipale nel 1904. Nell'abitazione si trova anche uno scrittoio che fu utilizzato da Johannes Brahms, in una stanza che ha preso il suo nome. Nel 2009, in occasione del 200º anniversario della morte di Haydn, l'esposizione permanente è stata riorganizzata e ampliata, dando maggior risalto agli ultimi anni di vita del compositore.

### Casa natale di Schubert
Franz Schubert trascorse i suoi primi quattro anni e mezzo di vita in una casa di Nussdorfer Straße 54 nel quartiere di Himmelpfortgrund, nell'attuale 9º distretto (Alsergrund). L'oggetto più importante conservato in questa casa sono i caratteristici occhiali portati dal compositore fin dalla sua infanzia. Nell'abitazione sono esposti anche una cinquantina di dipinti realizzati da Adalbert Stifter, più noto come scrittore.

### Casa di morte di Schubert
Schubert trascorse gli ultimi due mesi e mezzo di vita in un appartamento di proprietà del fratello Ferdinand nella Kettenbrückengasse di Wieden. Gli oggetti esposti comprendono i suoi ultimi appunti musicali e una copia della sua ultima lettera scritta a mano a Franz von Schober.

### Casa di Johann Strauss figlio
Johann Strauss figlio utilizzò come alloggio invernale negli anni Sessanta del XIX secolo un appartamento di Praterstraße 54, a Leopoldstadt, nel 2º distretto. In questa casa compose il valzer Sul bel Danubio blu, che è diventato un brano immancabile nel Concerto di Capodanno di Vienna.

## Scavi e reperti archeologici
Tutti i siti archeologici del Wien Museum si trovano nel primo distretto di Vienna, Innere Stadt, e documentano diverse epoche della storia di Vienna. 

### Scavi di Michaelerplatz
Nel corso delle indagini archeologiche condotte tra il 1989 e il 1991 nella Michaelerplatz sono stati ritrovati i resti del sobborgo romano di Canabae dell'accampamento di Vindobona. Si ritiene probabile che gli edifici principali fossero le case delle mogli e dei figli dei soldati. Il sito di scavo è diventato accessibile al pubblico nel 1991; Hans Hollein ne curò la progettazione.

### Cappella medievale di San Virgilio
La cappella di san Virgilio fu costruita intorno al 1250, ma a partire dal XIV secolo venne usata come cripta da una ricca famiglia viennese. Dopo l'abbandono del cimitero intorno alla Cattedrale di Santo Stefano nel 1732 e l'incendio della chiesa di Santa Maria Maddalena accanto alla Cattedrale nel 1781, la cappella venne sepolta e dimenticata. Fu riscoperta nel 1973 durante i lavori di costruzione della linea U1 della metropolitana ed è stata recuperata come esposizione museale visitabile nella stazione di Stephansplatz, a circa dodici metri di profondità. È aperta al pubblico dal 2015.

### Museo romano
Presso l'Hohe Markt sono visibili i resti degli alloggi degli ufficiali dell'accampamento romano di Vindobona. Tra i reperti esposti vi sono  ceramiche, lapidi e altri oggetti che offrono uno spaccato della vita nell'accampamento romano e nella vicina città civile di circa 2000 anni fa. Questa serie di ritrovamenti è ora conservata nel Museo romano, inaugurato nel maggio 2008.

### Resti di edifici romani
Nel seminterrato della stazione dei vigili del fuoco di Am Hof si trova una tratto della cloaca principale dell'accampamento romano, conservata nella sua posizione originale, che trasportaa le acque reflue dalla parte meridionale dell'accampamento attraverso il Tiefen Graben fino al torrente Ottakring. Questi resti sono stati scoperti negli anni Cinquanta durante lo scavo delle fondamenta del nuovo centro dei Vigili del Fuoco di Vienna, distrutto dai bombardamenti alla fine della seconda guerra mondiale. A poco meno di tre metri di profondità, sono venuti alla luce i resti di mura, di una torre del muro del campo, di una parte della strada che correva lungo il muro del campo e di un tratto di circa cinque metri del canale sottostante.

### La Neidhart Festsaal
La Neidhart Festsaal è una sala di epoca mediavale che si trova in un edificio del XIV secolo sulla Tuchlauben. I suoi affreschi sono considerati le più antiche pitture murali profane di Vienna. Nel 1398, il ricco mercante viennese Michel Menschein commissionò la realizzazione del ciclo di affreschi, la maggior parte dei quali mostra scene della vita del menestrello Neidhart von Reuental. Gli affreschi sono stati scoperti sotto uno strato di intonaco durante i lavori di restauro nel 1979 e sono stati aperti al pubblico dal 1982. Nel 2019 è stata inaugurata una nuova esposizione permanente con approfondimenti sulla vita quotidiana nella Vienna medievale.

## Magazzini
Per molti decenni il Wien Museum ha utilizzato fino a otto depositi a Vienna per conservare gli oggetti non esposti. Nel 2012 si è deciso di creare un deposito centrale. Nel 2013, più di un milione di oggetti sono stati trasferiti in una struttura di 12000 m² di superficie dislocati su diversi piani affittata a Himberg, un comune a pochi chilometri a sud dei confini di Vienna. Un deposito del Kunsthistorisches Museum si trova nelle immediate vicinanze.